# ساحل جورج الخامس

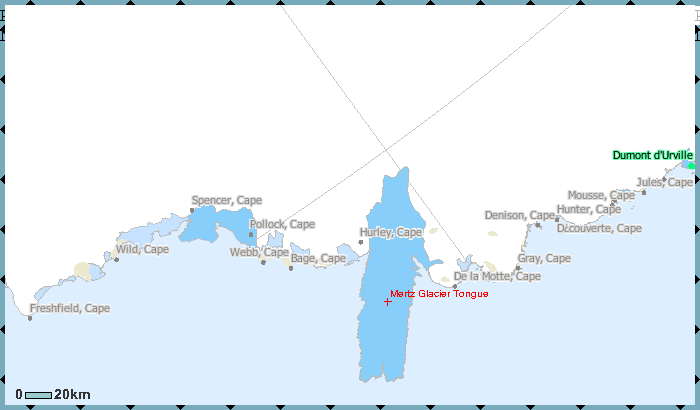

ساحل جورج الخامس () (بالإنجليزية: George V Coast) هو جزء من ساحل القارة القطبية الجنوبية، الواقع بين نقطة ألدن، عند 148°2′ شرقًا، ورأس هدسون، عند 153°45′ شرقًا. شُوهدَت أجزاء من هذا الساحل من قِبل بعثة الاستكشاف الأمريكية في عام 1840. واستَكْشَف هذه المنطقة لأول مرة أعضاء من حزب القاعدة الرئيسة في البعثة الأسترالية للقارة القطبية الجنوبية (1911-1914)، تحت قيادة دوغلاس موسون، وأسموا هذا الساحل بـجورج الخامس نسبةً إلى ملك المملكة المتحدة جورج الخامس. يُشار إلى قطعة الأرض الواقعة بين خطوط الطول هذه باسم أرض جورج الخامس.